# Dulo (dinastija)
Klan Dulo ili Kuća Dulo je bilo ime vladarske dinastije ranih Bugara, koja je bila na vlasti od početka 7. stoljeća do 997. godine.
Klan Dulo je bio klan kana Kubrata, koji je utemeljio Onogursku državu Protobugara i Avara, te njegovih sinova Batbajana i Asparuha, od kojih je potonji utemeljio današnju Bugarsku.
Kasnija legenda tvrdi da je klan Dulo potekao od hunskog vladara Atile.